# 秦滅巴蜀之戰
秦滅巴蜀之戰發生於前316年，是戰國時代秦國攻滅蜀國及巴國的一場戰爭。

## 背景
蜀王蘆子霸王別封其弟葭萌於漢中為苴侯，苴侯與巴王私下友好。然而，巴國與蜀國世代戰爭。

## 戰爭過程
周慎靚王五年（前316年），蜀王討伐苴侯，苴侯被迫出走巴國，巴國請求秦國出兵（另《张仪传》记载“苴蜀相攻，各来告急”），秦惠文王派遣張儀、司馬錯假意救援苴、巴兩國，实际想借巴蜀之地作为攻楚的跳板。秦軍討伐蜀國，蜀王开明十二世兵敗退至武陽，為秦軍所害。其相及太子皆死於白鹿山。其後，張儀貪巴國與苴國地方富饒，背信棄義順道向東滅了巴國，俘虜巴王及苴侯返歸秦國。巴國及苴國遂皆亡。秦國置巴、蜀、及漢中郡，分其地為四十一縣。秦惠文王貶蜀王子弟為侯，以陳莊為蜀相，張若為蜀國守。又封巴王為“君長”；置巴郡，郡治江州(今四川重慶北)。巴、蜀地區遂定，秦國日益富強。

## 影響
秦國滅亡巴國、蜀國，向西南拓展其領土，達成司馬錯最初討伐蜀國的「廣地」、「富國」、「強兵」三個目的。此外，秦國亦因此去除出關討伐六國的後患，巴、蜀兩地更成為由西南方討伐楚國的基礎，從水道可通向楚國，對其後的黔中之戰與鄢郢之戰有極大的影響。